# Hiromi Oshima
 (mai 2014).
Si vous disposez d'ouvrages ou d'articles de référence ou si vous connaissez des sites web de qualité traitant du thème abordé ici, merci de compléter l'article en donnant les références utiles à sa vérifiabilité et en les liant à la section « Notes et références ».
Hiromi Oshima (大島 浩美/オオシマ ヒロミ, Ōshima Hiromi, née le 6 juin 1980 à Tokyo, Japon) est une playmate japonaise, nommée playmate du mois de juin 2004 par le magazine américain Playboy. 

## Biographie
Née à Tokyo, c'est la deuxième playmate née au Japon ; cependant, la première, Lieko English (Miss Juin 1971) était native d'Okinawa, alors sous administration civile américaine, et si sa mère était japonaise, son père était américain. 
Hiromi Oshima s'est installée à Miami Beach, venant de Playa del carmen, au Mexique où elle avait habité et vécu. Une connaissance commune lui fit rencontrer un photographe de charme qui travaillait pour Playboy, Jarmo Pohjaniemi. 
Dans l'article qui lui fut consacré plus tard en tant que playmate, elle affirma : « Je n'aurais jamais pu être mannequin au Japon, on aurait trouvé mes seins trop gros pour cela. »
Après la présentation, elle fut invitée en Californie pour des photos test comme candidate à la 50th Anniversary Playmate Hunt (Chasse à la playmate du 50e anniversaire de Playboy) dont les clichés parurent dans le numéro de Décembre 2003, et ce fut sa première apparition dans le magazine, comme les autres candidates. 
Si elle ne fut pas sélectionnée, elle fut choisie comme playmate en juin 2004. son dépliant central fut réalisé par Stephen Wayda ; elle pose au bord de la mer, portant d'immenses ailes de papillon qui évoquent un cerf-volant géant, rappel de ses origines extrême-orientales.

## Apparitions dans les numéros spéciaux dePlayboy
- Playboy's Girlfriends août 2003 - pages 4-9
- Playboy's Exotic Beauties Vol. 2 septembre 2003 - couverture, pages 1-5, 12-15
- Playboy's Nudes septembre 2003
- Playboy's Nude Playmates mars 2005 - pages 48-53
- Playboy's Playmates in Bed juillet 2005 - couverture, pages 1, 4-11